# 摩西五经
《五書》（希臘語：πέντετεῦχος，Pentateuch），常被稱為《摩西五經》（英語：Five Books of Moses，天主教會譯为《梅瑟五書》；東正教會譯《摩伊息斯之五經》；唐朝景教譯《牟世法王經》），猶太教稱為 妥拉（希伯來語：תּוֹרָה，Torah），又稱為摩西律法（希伯來語：תּוֹרַת־מֹשֶׁה，Torat Moshe），基督徒常稱為律法書，是《希伯来圣经》最初的五部經典。這名詞最早出現在希臘王亞歷山大所統治的希臘猶太教中。

## 名稱起源
《摩西五經》（英語：Pentateuch）源自於希臘語：（pénte，意為五）與（teûkhos，意為書卷、法案），字面直譯為五卷書。相傳這五卷皆由摩西寫成，但事實經過研究，目前學界認為是由另一位敘事者述說摩西的故事。

## 概况
《摩西五經》用最古老的希伯來文寫成，等同猶太教的妥拉（原意為教導），也是西元前6世紀以前唯一的希伯來法律匯編。《摩西五經》曾作為猶大國的國家法律規範；猶大國亡國後仍以習慣法的形式自動調節猶太人的生活。傳統一向認為這是由摩西在西奈山接受上帝的啟示而撰寫的，內容是古代的以色列人民間故事，记载了以色列民族的起源，習俗、律法、宗教，尤其是创世的上帝对他们的启示。
《摩西五經》主要思想是六個重要的教義：
1. 上帝的創造
2. 人的尊嚴與墮落
3. 上帝的救贖
4. 上帝的揀選
5. 上帝的立約
6. 上帝的律法

## 成書
摩西五經的成書時間目前尚不能确定，可以视之为一些文献的结集，其中一些文献非常古老。
公元前6世纪以色列人被掳至巴比伦时，这些文献被汇编起来。这段时期是犹太人经历的一个极其重要的时期，他们搜集能够得到的关于以色列人的历史文献，汇编在一起，通过这样的方式来维持和肯定自身的信仰基础。他们认为，这些文献记载了他们成为上帝选民的历史，即使漂泊在外，这些历史都对他们的前途命运有着重要影响。但目前的文献尚不能确切地描述摩西五经的成书过程。

### 底本學說
圣经考证學者分析摩西五經，認為它們是由不同年代、不同來源的文件所編輯而成，並非摩西一人所獨撰。學者根據他們文句措辭的風格不同，將其分析比對出五個不同來源：
1. 耶和華文獻（The Jahwist），簡稱J典、或耶典，因文集均稱呼上帝為「耶和華」而得名。約成書於前950年前後。
2. 伊羅興文獻（The Elohist），簡稱E典、或伊典。這部分稱上帝為「伊羅興」，為複數形名詞，這是古迦南對神的稱法。約成書於前721年前後。
3. 申命記文獻（英语：Deuteronomist）（The Deuteronomist），簡稱D典、或申典。約成書於前650年前後，由猶太王國的約西亞王所主導。
4. 祭司文獻（英语：Priestly source）（Priestly Book），簡稱P典、或祭司典。約成書於前538年前後，由從巴比倫回歸的以斯拉等文士所主導。
5. 妥拉編輯者（Torah redactors），約成書於前450年前後。

## 争议
塔木德認為妥拉的摩西五經是由摩西寫的，除了申命記的最後八節，描述他的死亡和埋葬，是由約書亞寫的。  《米示拿》將律法的神聖起源作為猶太教的基本原則。 根據猶太傳統，妥拉是在第二聖殿時期由以斯拉重新編纂的。現代聖經學者已有共識, 這些書本是由許多及好幾代作家抄寫成的產物, 他們將前幾代人的文本抄改寫成, 有增有減, 部份插入口述傳統的材料。但大部份在公元前四世紀編纂完成。（參考文本說/底本說）

## 主要經卷
在《希伯來聖經》原典裡，五本書以開首詞語來標悉的，包括:
1. 《創世記》（בראשית，Bereshit：「在起初」之意）、 Γένεσις, (Génesis, 創世)、
2. 《出埃及記》（שמות，Shemot：「名字」之意）,Ἔξοδος (Éxodos,出去)、
3. 《利未記》（ויקרא，Vayyiqra：「他呼叫」之意）,Λευιτικόν (Leuitikón,與利未人有關係)、
4. 《民數記》（במדבר，Bammidbar：「在沙漠」之意）, Ἀριθμοί (Arithmoí,數算)、
5. 《申命記》（דברים，Devarim：「言语」之意）,Δευτερονόμιον (Deuteronómion,第二律法)。

五卷經書名字皆取自每卷經文第一句話。

### 創世記
創世記是摩西五經的首本書，內容共為五十章。描述了上帝的創造、洪水的毀滅，以及隨後世界的人口繁衍。它敘述了獨一神上帝創造的計畫與人類之間關係的主題。人類的祖先亞當與夏娃在犯罪墮落後，進入罪咒詛的律，開始終身勞苦的生活。人類繁衍後罪惡日漸變大，上帝揀選蒙恩的諾亞透過方舟進行拯救並與人立約後世的存留。而後焦點縮小到先祖亞伯拉罕、以撒和雅各三代的家庭與後裔。神呼召亞伯拉罕從美索不達米亞前往迦南定居，到了雅各時，賜名他為以色列。以色列人在飢荒時期中前往埃及，並在那裡被奴役將近400年，直到上帝再次揀選摩西，藉由一系列的神蹟讓以色列人以外的世界見證上帝對自然力量的控制，最後帶領以色列人脫離埃及的奴役。

### 出埃及記
出埃及記是妥拉的第二本書。此書主要講摩西與兄長亞倫帶領在埃及受苦的希伯來人離開埃及，前往迦南，而在途中的西奈山上，接受耶和華上帝的律法書。由此而確立猶太人與耶和華之間的立約。摩西自己並沒有到達目的地，在中途死亡，不過臨死前有親眼得見應許之地，將進入應許之地的任務交棒給約書亞。

### 利未記
利未記是與利未人相關的故事，敬耶和華的會幕在利未記開首被說及，接着是說及屠宰和允許食用動物潔淨和不潔淨的規則、贖罪日、各種道德和獻祭儀式的聖潔守則。遵守上帝誡命的獎賞，及不遵守誡命的懲罰。

### 民數記
民數記是妥拉的第四本書。此書的命名是猶太人進行的二次人口普查，而此書的形成可能受到耶典影响。
數字是從摩西在西奈山借與耶和華立約而成為走難民眾的領袖，說上帝應許給他們迦南之地。他們的首要任務就是攻佔迦南，因此須點算人數。但摩西上西奈山四十日，超出民眾預期的日子，因此民眾認為摩西不能回來，發声要求摩西之兄造金牛犢以代替耶和華。摩西下山後見此忿怒非常，屠殺三千民眾。到達迦南前，沿途死了一萬五千人。在迦南邊地，探子前往查探，由於害怕而不願攻打，他們的領袖處死怕死者。直到新一代猶太人完成任務，準備渡過約旦河而結束。

### 申命記
申命記是妥拉最後一書。第1至30章由摩西帶領猶太人侵入迦南前，在摩押平原上向他們訓誡三篇講道。第一篇講述四十年曠野漂泊的原因，並以遵守律法（或教義）的勸勉告終，這被稱為摩西律法； 第二篇提醒猶太人要遵守與耶和華立的律法（或教導），是他們佔有迦南這地方的基礎；第三篇安慰以色列人，若不忠而失去土地，只要悔改，即可恢復。最後四章（31-34）包含摩西之歌、摩西的祝福，以及敘述從摩西到約書亞的領導權袍的傳遞，以及摩西在尼波山(Mount Nepo)上的死亡。